# Gnamptonyx limbalis
Gnamptonyx limbalis är en fjärilsart som beskrevs av Embrik Strand 1914. Gnamptonyx limbalis ingår i släktet Gnamptonyx och familjen nattflyn. Inga underarter finns listade i Catalogue of Life.